# Fédération Antadir
La Fédération Antadir est une association à but non lucratif. Elle a été créée en 1981 à la demande du ministère de la Santé.
Elle fédère un réseau de Service d’Assistance au Retour à Domicile (SARD).
Les SARD sont répartis sur l’ensemble du territoire métropolitain et dans les DOM TOM. Ils sont destinés à faciliter le retour et le maintien à domicile des insuffisants respiratoires graves, des porteurs du syndrome d’apnées du sommeil ou de tous patients nécessitant un appareillage.